# 코트디부아르
코트디부아르(프랑스어: Côte d'Ivoire 코트디부아르[*], 영어: Ivory Coast 아이보리코스트[*], 문화어: 꼬뜨디봐르)는 아프리카 대륙에 있는 공화국이다. 수도는 야무수크로이며, 최대 도시인 아비장은 경제 수도이다.
구 프랑스령 서아프리카로, 1960년 8월 6일에 독립했다. 기니만 연안은 열대 몬순 기후를 띠고 있고 연 2회 우기가 있다. 내륙의 고원 지대는 강우량이 적어 열대 사바나성 기후를 보인다. 국가 원수는 대통령이고 단원제의 국민의회가 있다. 친프랑스적이며 자유주의 경제를 표방한다.
주요 수출품은 커피·코코아·목재 등의 농림 생산물이 절반 이상을 차지한다. 커피·코코아 생산량은 세계 3위이고, 코코아 수출량은 세계 1위이다. 1970년대에 아비장 남쪽 해저에서 유전 2개소가 발견되면서 석유 수출국에 포함될 가능성이 있다. 인근의 다른 나라들에 비해 자본주의 경제가 발달했고, 경제수도 아비장에는 국제공항과 국내 최대의 항구가 있으며 자동차 조립·알루미늄·과일 통조림 제조 공업이 성하다. 주민은 바률레·아그니·세누포 등의 여러 부족이며, 부족 종교가 성행한다. 공용어는 프랑스어이다.

## 국명
국명은 프랑스어로 상아 해안(象牙 海岸)이라는 뜻이다. 이 이름은 15세기 후반부터 이 지역의 해안에서 주로 상아를 산출한 데서 유래한다. 영어 국명인 아이보리코스트(영어: Ivory Coast), 독일어 국명인 "엘펜바잉퀴스테"(독일어: Elfenbeinküste), 스페인어 국명인 "코스타데마르필"(스페인어: Costa de Marfil), 포르투갈어 국명인 "코스타두마르핑"(포르투갈어: Costa do Marfim) 등은 프랑스어 국명을 의역한 것이다.
프랑스어에서는 국명, 지명 등의 고유명사가 2개 이상의 단어로 구성되어 있는 경우에는 붙임표로 연결하기 때문에 'Côte-d'Ivoire'라고 표기하는 경우가 있지만 코트디부아르 정부에서는 붙임표가 없는 형태의 국명을 정식 국명으로 사용하고 있다. 코트디부아르 정부는 1986년 4월에 각국 정부와 여러 국제 기구에 코트디부아르라는 프랑스어 국명만을 사용하고 다른 언어로 의역한 형태의 국명을 사용하지 말 것을 요청했다. 한국어 국명인 "코트디부아르", 일본어 국명인 "코토지보와루"(일본어: コートジボワール), 중국어 국명인 "커터디와"(중국어: 科特迪瓦) 등은 프랑스어 국명을 음역한 것이다.

## 역사
1893년 프랑스의 식민지가 되었고, 1946년 프랑스령 서아프리카에 편입되었다. 1957년 자치 정부를 수립하였으며, 1958년 프랑스 공동체의 일원으로 자치 공화국이 되었고 1960년에 프랑스로부터 완전히 독립하였다.
코트디부아르는 2002년부터 5년간 벌어진 내전으로 수만 명이 숨지는 등 혼돈에 빠졌었다.
당시 반군인 북부 이슬람 세력은 정부를 장악한 남부 기독교 세력이 코코아 수출의 이득을 갈취하고 있다며 쿠데타를 기도했다가 실패로 돌아가자 내전을 일으켰고 초콜릿의 원료인 카카오가 정부군과 반군의 전쟁 자금으로 사용되면서 ‘피의 초콜릿(blood chocolate)’이라는 말까지 생겨났다.
2002년 9월 정부군과 반군의 내전 이후 평화과정 이행과 관련하여 약 4,000명의 프랑스군과 약 6,000명의 유엔 평화유지군이 주둔하고 있다.
2005년 10월, 코트디부아르를 대표하는 축구선수 디디에 드로그바의 호소로 1주일 간 내전이 잠시 멈췄다는 일화가 있다.

## 행정 구역

코트디부아르의 주

코트디부아르는 12개 구(district)와 2개 자치구(district autonome)로 구성되어 있으며 이들 구는 31개 주(région)로, 31개의 주는 다시 108개 도(départment)로 나뉜다.
- 아비장 자치구 (District Autonome d'Abidjan)
- 바사산드라구 (District du Bas-Sassandra)
- 코모에구 (District du Comoé)
- 뎅겔레구 (District du Denguélé)
- 고지부아구 (District du Gôh-Djiboua)
- 라크구 (District des Lacs)
- 라귄구 (District des Lagunes)
- 몽타뉴구 (District des Montagnes)
- 사산드라마라우에구 (District du Sassandra-Marahoué)
- 사반구 (District des Savanes)
- 발레뒤방다마구 (District de la Vallée du Bandama)
- 워로바구 (District du Woroba)
- 야무수크로 자치구 (District Autonome du Yamoussoukro)
- 잔잔구 (District du Zanzan)

## 경제
친프랑스적이며 자유주의 경제를 표방한다. 프랑스와 긴밀한 경제 관계를 1960년대까지 이어온 덕택으로 경제는 순조로운 추이를 보여, "서아프리카의 우등생"이라고 불리며, "이브와르의 기적"이라는 말 아래, 비교적 높은 경제 수준을 유지하고 있다. 국민총소득은 203억 달러 (1인당 980달러, 2008년)이며, 통화는 CFA 프랑이다. 다양한 농업기술이 발달되어 있으며 대외투자가 일찍이 이루어져 왔다. 이 나라는 아프리카 국가 중에서 가장 번영하고 있는 곳이자 잠재적 가능성이 높은 곳이다. 주요산업은 카카오(세계 제1의 수출국), 커피, 감자류, 천연고무의 생산을 중심으로 한 농업이다. 주요수출품은 커피·코코아·목재 등의 농림생산물이 절반 이상을 차지한다. 초콜릿의 원료인 카카오의 최대 생산지로 유명하다. 전 세계 카카오 생산량의 40%를 차지하고 있다. 코트디부아르는 2006년 카카오 수출로 10억달러를 벌어들였다. 그런데, 카카오 생산과정에서의 인권 유린이 비판의 대상이다. 국제노동기구(ILO)는 12~14세의 어린이 28만여명이 카카오 농장에서 인신매매와 혹사, 강제노동에 시달리고 있다고 지적했다. 커피·코코아 생산량은 세계 3위이고, 코코아 수출은 세계 1위이다. 하지만 최근 들어 농업 수출품의 가격이 낮아지고 있어 문제가 나타나고 있다.(커피, 코코아 등) 1970년대에 아비장 남쪽 해저에서 유전 2개소가 발견되었으며, 석유수출국으로 전환할 전망도 있다. 코트디부아르는 2002년부터 2003년까지 내전을 겪는 과정에서 코트디부아르와 반군 모두 카카오 수출로 전쟁자금을 충당했고, 지금도 중요한 재정자원으로 활용하고 있다. 코트디부아르 정부와 반군이 2004년 이후 카카오로 거둔 세수는 각각 5,800만달러와 3,000만달러에 달했다. 코트디부아르 야당은 정부와 반군이 카카오 뿐 아니라 커피와 목화, 원유 등을 통해서도 자금을 끌어내고 있다고 주장하고 있다. 그러나 다이아몬드처럼 카카오 제재조치에 따른 부작용도 지적된다. 지역전문가인 대니얼 배린트_쿠르티는 “카카오 생산 근로자 300만~400만명이 일자리를 잃을 수 있다”고 경고했다. 그 밖에 임업, 공업(식품가공, 석유제품)도 성행한다. 인근 다른 나라들에 비해 자본주의 경제가 발달되고, 수도 아비장에는 국제공항과 국내 최대의 항구가 있으며 자동차 조립·알루미늄·과일 통조림 제조공업이 성하다. 카카오, 석유제품, 재목의 수출이 호조이어서 무역은 매년 약 10억 달러의 흑자를 기록하고 있으나, 커다란 누적 채무를 포함한 재정을 압박하고 있다.

## 지리
코트디부아르는 반사하라 지대로서 아프리카 대륙의 서쪽에 있다. 라이베리아, 기니, 말리, 부르키나파소, 가나와 국경을 접한다.
코트디부아르는 3700km에 달하는 배타적 경제 수역을 취하고 있으며 대륙에서 200 해리 정도에 해당한다.

## 기후
해안부는 고온다습한 열대성 기후이며, 내륙부는 사바나등 기후구분으로는 AW기후에 속한다. 대개 따뜻하고 습한 기후인데 남쪽 해안으로 적도가 지나기 때문에 그렇기도 하다. 11월에서 3월까지는 따뜻하고 건조하며 3월에서 5월은 덥고 6월에서 10월까지는 무덥고 습하다. 평균 기온은 무더울 때 25 ~ 30 °C, 보통의 경우에는 10~ 40 °C이다.

## 사람과 언어
- 언어: 프랑스어가 공용어이고 각 민족 언어도 사용된다. 코트디부아르에서 사용되는 프랑스어는 표준 프랑스어와 어휘, 문법 등에서 차이를 보인다.

2000년 7월 23일자 헌법 29조 5항에 "공용어는 프랑스어다."라고 규정했다.
코트디부아르는 프랑스어사용국기구(프랑코포니)의 정회원국이다.
- 민족: 바울레족, 베테족 등 흑인이 대다수.
- 종교: 애니미즘등 전통 종교 25~40%, 이슬람교(북부 중심) 35~40%, 기독교(남부 중심) 20~30%이다.

코트디부아르 인구는 2천만 명 (우리나라의 수도권과 비슷한 수준)이 조금 넘는데, 그중 26%가 부르키나파소, 말리, 기니, 라이베리아, 베냉 같은 주변 나라들에서 온 외국인이다. 자기들 나라에선 생계를 이어갈 수 없기 때문에 자원도 풍부하고, 주변 나라들보단 잘사는 코트디부아르로 이주해 온 것이다. 외국인들 가운데선 70%, 그러니까 360만여 명이 부르키나파소 사람들이고, 이들 대부분은 카카오 농사를 짓는다.

## 문화
코트디부아르 저작권법에는, 저작권의 보호기간을 '저작자 사후 99년'으로 정해져 있다. 이 규정은 세계에서 2번째로 긴 보호기간이다. (2003년 이후 멕시코의 '100년'이 최장) 코트디부아르 출신으로 프랑스에서 활동하는 소설가 아마두 쿠루마는 작품《열두살 소령》으로 2000년 르노도상을 수상했다. 그는 이 작품에서 내전에 휩싸인 코트디부아르, 라이베리아, 시에라리온 등 서부 아프리카의 '바나나 공화국'들에서 어른들의 싸움판에 내동댕이쳐진 채 갈기갈기 찢기는 소년병들의 모습을 적나라하게 묘사한다. 전직 대통령인 로랑 그바그보(Laurent Gbagbo), 코트디부아르를 널리 알린 축구 선수인 디디에 드로그바(Didier Yves Drogba Tébily) 등 이름에 나와있는 'gb'는 'b'도 'v'도 아닌 '그브'로 발음한다. 이 자음은, 서아프리카의 언어에만 있는 독특한 자음이다.

## 외교 관계
냉전 시대를 통해, 코트디부아르의 외교 정책은 대체로 친서방적이었다. 특히 펠릭스 우푸에부아니는 식민지 시대를 포함한 아프리카 전 국가 중에서 가장 프랑스와 긴밀한 관계를 유지하였다. 이 나라는 독립을 얻은 1960년에 국제 연합 회원국이 되었고 대부분의 하부 조직체에도 참가하고 있다. 또한 EU의 준회원국이다. 베디에 대통령은 유럽 연합과 아시아의 많은 국가들과 외교 관계를 시작하고 유지하였다. 코트디부아르는 폭넓은 외교 접촉을 유지하고 있다. 1989년, 15년간의 정체 끝에 가나와 코트디부아르의 국경 재설정 위원회는 양국간의 640킬로미터에 이르는 국경의 정의에 마침내 합의하였다.
대한 관계
코트디부아르는 대한민국과는 1961년 수교하여 1966년에 상주공관이 설치되었다.
조선민주주의인민공화국과는 1985년 수교하였으나 현지공관이 철수 및 폐쇄되면서 주(駐)가나 북한공관이 겸임하고 있다.
대한민국은 코트디부아르와 의료기술협정, 문화협정, 경제기술협력협정 등을 체결하였다.